# Lindneromyia peruviana
Lindneromyia peruviana är en tvåvingeart som först beskrevs av Oldenberg 1917.  Lindneromyia peruviana ingår i släktet Lindneromyia och familjen svampflugor.
Artens utbredningsområde är Peru. Inga underarter finns listade i Catalogue of Life.